# Paraliparis merodontus
Paraliparis merodontus is een straalvinnige vissensoort uit de familie van snotolven (Cyclopteridae). De wetenschappelijke naam van de soort is voor het eerst geldig gepubliceerd in 1991 door Stein, Meléndez C. & Kong U..